# Ermoldo el Negro

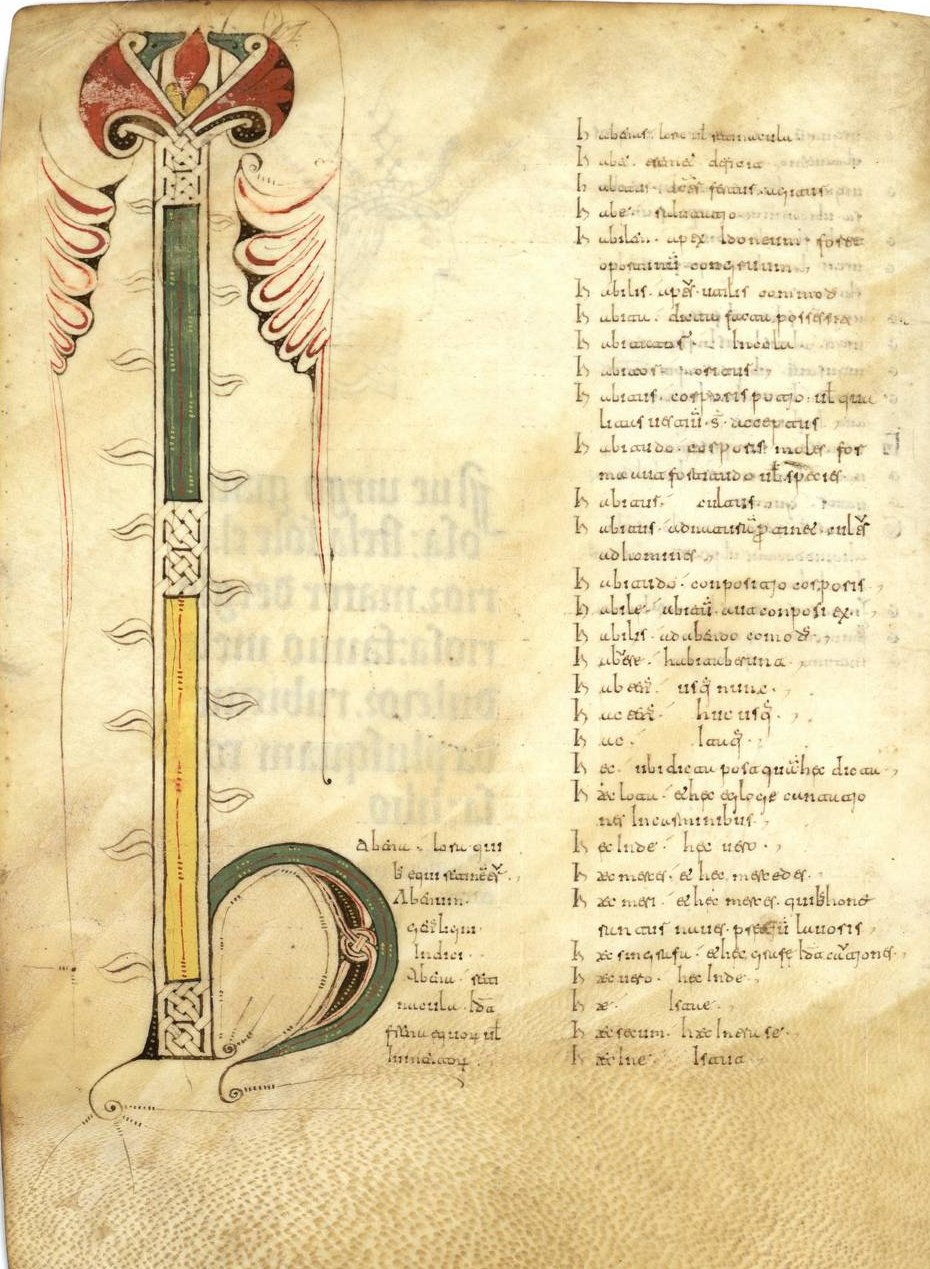
Folio de un manuscrito con un poema de Ermoldo.

Ermoldo el Negro, Ermoldo Nigelo o, en latín, Ermoldus Nigellus (c. 790-843), floruit entre 824-830, fue un poeta que vivió en la corte de Pipino de Aquitania, hijo del emperador Luis el Piadoso. Sobre todo es conocido por ser el autor de un poema en honor a Luis el Piadoso, De gestis Ludovici caesaris, una de las fuentes de la historia de este emperador.

## Biografía
Se sabe muy poco sobre la vida de Ermoldo, aparte de lo que escribe sobre sí mismo en su poesía. Ha habido muchos estudiosos que han pensado que era un monje o miembro del clero cristiano, pero dado que solo tenemos sus propias obras como evidencia, esta asignación es difícil de probar. La erudición más reciente sobre él, se aleja de afirmar su vocación como monje.
El otro hecho conocido sobre Ermoldo es que en algún momento de la década de 820 fue enviado al exilio por una ofensa no revelada contra Pipino y Luis. Sus obras poéticas estaban destinadas a sosegar a Luis y Pipino por sus delitos, pero también estaban destinadas a ser utilizadas como prueba de que estaba listo para ser reintegrado en la corte de Aquitania.

## Carrera e identidad
Aunque se desconoce de dónde era, el nombre Ermoldus es germánico y su apodo, Nigellus (que significa 'Pequeño negro' en latín), sugiere que podría ser de 'baja estatura, de pelo oscuro o de tez oscura'.
Muchos estudiosos asumen que debido a que Ermoldo estaba tan deseoso de ser llamado del exilio para regresar específicamente a Aquitania, porque probablemente, fuese aquitano, pero esto también es una especulación. De hecho, en su poema al emperador Luis el Piadoso evita describir gran parte de Aquitania diciendo que los lectores deberían 'ir a Aquitania' y verlo por sí mismos. Esto ha llevado a algunos a sugerir que en realidad no era de Aquitania, sino que simplemente estaba interesado en volver a la vida cortesana al lado del rey Pipino. En este mismo poema, señala que él era 'parte integral' de la corte del rey Pipino y que el rey apreciaba su compañía de y sus obras poéticas. Con todo, parece probable que, en realidad, su principal deseo, al escribir al rey Luis, fuera más volver a la emoción y la importancia de la vida en la corte que regresar a su tierra natal de Aquitania.
Otos antiguos estudiosos pensaban que era monje porque sabía leer y escribir, pero una vez más esto es solo una suposición. Otra explicación de su capacidad para 'componer poesía complicada' podría deberse a las escuelas que Carlomagno había establecido para los niños de la nobleza, por lo que puede haber sido simplemente un miembro educado de la nobleza. McKitterick explica que es un error suponer que 'la educación y el aprendizaje se limitaban a los clérigos', ya que era común que los laicos y los niños de cierta clase media también fueran enviados a las escuelas. Fleiner, a su vez, explica que podría haber sido identificado erróneamente con otras personas del mismo período de tiempo, especialmente un abad llamado Hermoldus (Hermoldo) a quien Luis llevó a la corte de Pipino en 834, así como un canciller en la corte de Pipino llamado Hermoldus. Por esta asociación de Ermoldo el Negro con estos dos contemporáneos ha llevado a la falsa interpretación de que era clérigo y canciller de Pipino. Por lo que sabemos hasta ahora, es muy posible que en realidad haya sido la misma persona que estos otros dos Hermoldos, pero alguna evidencia en su poesía sugiere lo contrario.
Otro hecho sobre sí mismo que Ermoldo revela en su poesía es que fue soldado en el ejército del rey Pipino durante su segunda campaña en Bretaña. Aunque soldado, Ermoldo admite que no era muy bueno con las armas, y cita al rey que le decía que se dedicara más a la escritura en lugar de seguir a su espada, inútil contra los bretones. Este hecho plantea un problema para los estudiosos que creían que Ermoldo era monje, ya que los monjes normalmente no portaban armas ni luchaban. Pudo haber sido un abad, del que se podría esperar que hiciera el servicio militar, pero parece más probable que fuera parte de los 'literatos de la corte' (hombres cultos que servían en la corte como jefes militares, enviados y maestros).

## Exilio
Se conoce que Ermoldo hizo la campaña de Bretaña en 824 y escribió In Honorem Hludowici entre 826 y 828 durante su exilio, ya que se supone que fue enviado al exilio durante estos años. Ermoldo nunca explica el motivo del mismo, pero admite que cometió 'actos viles por [su] propia culpa'. Ermoldo admite que su delito no fue grave, sino que fue culpable de asociarse con el grupo equivocado de personas en la corte, quizás personas asociadas con los rebeldes hijos del emperador Luis. Después de que cometió las malas acciones contra Luis, fue enviado al exilio a la iglesia de Santa María en Estrasburgo. Ser exiliado a una iglesia era un castigo común a los 'clérigos con delitos', que es otra de las razones por la que muchos eruditos creen en su condición de monje o sacerdote. Ermoldo describe su tiempo en Estrasburgo como infeliz, pero parece que su exilio fue bastante agradable y, como muestran algunas evidencias, es posible que ni siquiera haya estado bajo arresto domiciliario, sino bajo custodia protectora. Fleiner cree que fue puesto bajo custodia protectora porque fue llevado a un territorio perteneciente a la esposa del emperador Luis, Judith de Baviera, a quien Ermoldo admiraba mucho. Si los asociados por los que había sido exiliado Ermoldo hubieran estado planeando una traición contra la familia real, entonces el emperador podría haberle sacado de esta situación. Por otro lado, Boutelle cree que Ermoldo pudo haber sido exiliado por permitir que sus hombres saquearan una iglesia durante la campaña de Bretaña  de Pipino en contra de las órdenes de Luis, como se cita ensu In Honorem Hludowici: 'Salven las iglesias, y los hombres, y no toquen los edificios sagrados'. En general, el motivo de su exilio sigue siendo un misterio sin resolver para los estudiosos, ya que no existen otras fuentes primarias que se refieran a Ermoldo, excepto lo que está escrito por su propia mano.

## Regreso a la corte
En última instancia, se desconoce a ciencia cierta el final de la historia de Ermoldo, y aunque podría haber sido reintegrado a la corte, se disponen de pocas pruebas para concluir esto. La única indicación del regreso de Ermoldo a la corte es la posibilidad de que podría haber sido uno de los cancilleres de Pipino (Hermoldo) como se documenta en tres de las cartas de Pipino emitidas a mediados de la década de 830. No hay referencias de él en ninguna otra literatura de la época. Las obras que han llegado a nuestros días son:

## Poesía

### Epistolae
Después de que Ermoldo fuera exiliado por el emperador Luis, escribió dos poemas para el rey Pipino, en cuya corte había estado viviendo. Todavía no está claro cuándo se escribieron las epístolas o cartas de Ermoldo al rey, aunque Peter Godman sostiene que la primera cartaa (Ad Pippinum regem) fue escrita antes de la In honorem Hludowici, y la segunda carta (Ad eundem Pippinum) fue escrita después en un intento de Nigellus de recopilar una 'serie de apelaciones complementarias al patrocinio del emperador y su hijo'. Escribió estas cartas en un estilo que imita a Ovidio (Tristes, Epistulae ex Ponto) y, por tanto, intenta reproducir la 'atmósfera literaria de las primeras cortes carolingias' que se asociaba con 'mecenazgo y merced'. Este enfoque inteligente habría ayudado a dignificar su petición de volver a la corte.

### In honorem Hludowici
Su obra más famosa, Carmina in honorem Hludowici Caesaris, fue escrita en algún momento entre 826 y febrero de 828 mientras estaba exiliado en Estrasburgo. Está compuesta por 2650 líneas de verso y se ha dividido en cuatro libros. Su propósito principal eran elogiar las exitosas hazañas del emperador Luis y persuadir a Luis para que le permitiera regresar a la corte del rey Pipino. Ermoldo también explica que In honorem Hludowici debería ser utilizado por el rey como una guía sobre cómo gobernar un reino, ya que describe al emperador Luis como el modelo perfecto para la realeza. A menudo se cuestiona este poema por su confiabilidad histórica, ya que está destinado a ganarse el favor del emperador Luis, no a informar de la historia. In honorem, Hludowici es un descarado panegírico y es completamente narrativo.

### Otras obras
Los estudiosos asumen que estas tres obras literarias no fueron las únicas que escribió Ermoldo, ya que menciona en sus obras que, a menudo, divertía al rey Pipino con su poesía durante la campaña bretona de 824 y también parece ser un escritor muy hábil y culto. Desafortunadamente, ninguna de estas obras sobrevive hoy. Se ha argumentado también sobre la autoría de un poema sobre Walter de Aquitania, Waltharius, puesto que existen similitudes entre este y el In honorem Hludowici., pero estudiosos como Godman permanecen firmes en su creencia de que Ermoldo no escribió Waltharius ya que su estilo poético es más pobre que el de Ermoldo en sus odas a Pipino y Luis.

## Edición de sus obras
Los dos manuscritos disponibles son del siglo X (Viena, Biblioteca Nacional de Austria) y del siglo XV (Londres, Museo Británico).
Ludovic Muratori produjo una primera edición en 1726. Otras ediciones se realizaron durante el siglo XIX: en Alemania por George Heinrich Pertz en 1829; en Francia por Jacques Paul Migne en la Patrologia Latina en 1844 y, de nuevo en Alemania por Ernst Dümmler en Poetae Latini aevi Carolini en 1884.